# LC4

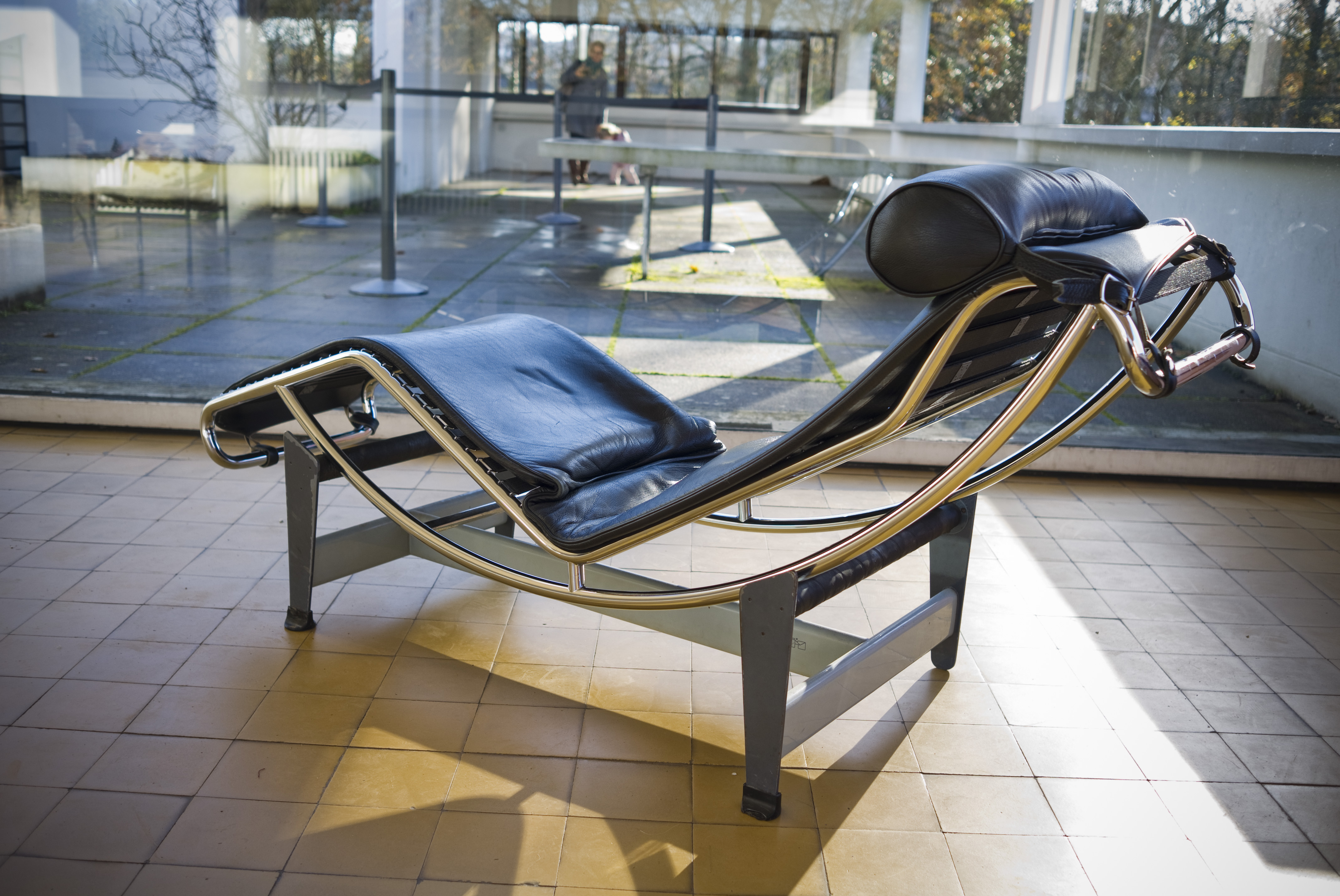
Кушетка LC4 в вилле Савой, также спроектированной Ле Корбюзье

LC4, или B 306, или Chaise Longue — модель кушетки, спроектированная Ле Корбюзье совместно с Шарлоттой Перьен и Пьером Жаннере в 1928 году. Культовый и один из самых известных предметов мебельного дизайна XX века, экспонируется в Нью-Йоркском музее современного искусства, в Музее Виктории и Альберта в Лондоне и во многих других. C 1964 года по настоящее время эксклюзивным производителем модели LC4, как и других предметов мебели, спроектированных Ле Корбюзье, является итальянская компания «Cassina».

## Описание
Конструкция кушетки состоит из двух отдельных частей: регулируемый дугообразный трубчатый каркас из хромированной стали, покрытый тонким кожаным матрасом и снабжённый подголовным валиком, и H-образное основание из чёрной эмалированной стали. Верхняя часть кушетки может принимать практически любой наклон, чтобы на ней можно было расположиться, как полулёжа, так и лёжа. Устойчивость сиденья — независимо от того, каков наклон, — обеспечивается силой сцепления резиновых трубок, надетых на перекладины основания.

## История создания
Ле Корбюзье начал проектировать мебель одновременно с виллами, которые он строил для своих друзей. На Осеннем салоне в Париже в 1929 году была представлена серия мебели, спроектированная им совместно с двумя другими дизайнерами и архитекторами — его двоюродным братом Пьером Жаннере и Шарлоттой Перьен. Стенд Ле Корбюзье назывался «Оборудование для жилья» (фр. Equipement intérieur de l'habitation), а самый примечательный экспонат — кушетку — архитектор назвал «машиной для отдыха» (фр. machine à repos). Первый её образец был создан в 1928 году для библиотеки на вилле Барбары и Анри Черч под Парижем, а год спустя немного изменённый вариант появился на вилле Ла Рош, построенной для банкира Рауля Роше.
Исследователи считают, что Перьен и Корбюзье отчасти позаимствовали идею дизайна кушетки у парижского доктора Жана Паско (фр. Jean Pascaud), который в первой половине 1920-х годов представил анатомическое регулируемое кресло Surrepos, снабжённое механизмом, позволявшим принимать ему практически любой наклон. Кроме того, отмечают схожесть дизайна с «венскими» креслами-качалками Михаэля Тонета. По воспоминаниям Перьен при проектировании кушетки она представляла себе, как отдыхает солдат — лёжа на спине, положив рюкзак под голову и запрокинув ноги на дерево; Корбюзье в свою очередь представлял ковбоя с Дикого Запада, курящего трубку, запрокинув ноги выше головы на камин.

## Серийное производство и популярность
В 1929 году после Осеннего салона был подписан контракт с мебельной фирмой «Thonet», а в 1930 году было запущенно серийное производство кушетки. В каталогах «Thonet» кушетке было присвоено название B 306. Для дизайнеров кушетки это был первый опыт проектирования мебели, и, хотя она задумывалась для массового производства, её изготовление оказалось достаточно сложным и дорогим. В результате первая попытка серийного производства не получила коммерческого успеха — высокая цена и, возможно, слишком модернистский внешний вид отпугнули покупателей, вследствие чего в 1936 году компания «Thonet» сняла модель с производства, продав менее 500 экземпляров за 6 лет.
В октябре 1964 года итальянская компания «Cassina» выкупила у Корбюзье, Перьен и Жаннере эксклюзивные права на производство и продажу некоторых предметов мебели, спроектированных ими, включая кушетку, которая получила название LC4 (название составлено из инициалов архитектора). Для «Cassina» модель стала одним из бестселлеров, а её производство продолжается по настоящее время уже более 50 лет.
С начала 1990-х годов модель LC4 экспонируется во многих музеях, включая музеи современного искусства в Нью-Йорке и Сент-Этьене, Центр Помпиду в Париже, музей Виктории и Альберта в Лондоне, Городской музей в Амстердаме, Бруклинский музей, музей дизайна Vitra в Вайль-ам-Райне и многие другие.